# Bermuda a 2000. évi nyári olimpiai játékokon
Bermuda az ausztráliai Sydneyben megrendezett 2000. évi nyári olimpiai játékok egyik részt vevő nemzete volt. Az országot az olimpián 4 sportágban 6 sportoló képviselte, akik érmet nem szereztek.

## Atlétika
Férfi
| Versenyző     | Versenyszám | Selejtező | Selejtező | Döntő    | Döntő    |
| Versenyző     | Versenyszám | Eredmény  | Helyezés  | Eredmény | Helyezés |
| ------------- | ----------- | --------- | --------- | -------- | -------- |
| Brian Wellman | Hármasugrás | 16,47 m   | 20.       | kiesett  | kiesett  |

## Lovaglás
Lovastusa
| Versenyző    | Ló             | Versenyszám | Díjlovaglás | Díjlovaglás | Tereplovaglás | Tereplovaglás | Tereplovaglás | Díjugratás | Díjugratás | Végeredmény | Végeredmény |
| Versenyző    | Ló             | Versenyszám | Bünt.       | Hely.       | Bünt.         | Hely.         | Össz.         | Bünt.      | Hely.      | Bünt.       | Helyezés    |
| ------------ | -------------- | ----------- | ----------- | ----------- | ------------- | ------------- | ------------- | ---------- | ---------- | ----------- | ----------- |
| MJ Tumbridge | Bermuda's Gold | Egyéni      | 52,60       | 21.         | nem ért célba | nem ért célba | nem ért célba | kiesett    | kiesett    | kiesett     | kiesett     |

## Úszás
Férfi
| Versenyző    | Versenyszám    | Előfutam | Előfutam | Előfutam | Elődöntő | Elődöntő | Elődöntő | Döntő   | Döntő    |
| Versenyző    | Versenyszám    | Idő      | Hely.    | Össz.    | Idő      | Hely.    | Össz.    | Idő     | Helyezés |
| ------------ | -------------- | -------- | -------- | -------- | -------- | -------- | -------- | ------- | -------- |
| Stephen Fahy | 100 m pillangó | 56,46    | 7.       | 54.      | kiesett  | kiesett  | kiesett  | kiesett | kiesett  |
| Stephen Fahy | 200 m vegyes   | 2:07,92  | 5.       | 41.      | kiesett  | kiesett  | kiesett  | kiesett | kiesett  |

## Vitorlázás
Női
| Versenyző   | Versenyszám | Futam | Futam | Futam | Futam | Futam | Futam | Futam | Futam | Futam | Futam | Futam | Pontszám | Helyezés |
| Versenyző   | Versenyszám | 1     | 2     | 3     | 4     | 5     | 6     | 7     | 8     | 9     | 10    | 11    | Pontszám | Helyezés |
| ----------- | ----------- | ----- | ----- | ----- | ----- | ----- | ----- | ----- | ----- | ----- | ----- | ----- | -------- | -------- |
| Sara Wright | Europe      | (26)  | 25    | 22    | 21    | 21    | 24    | 23    | 23    | 25    | (27)  | 20    | 204,0    | 25.      |

Nyílt
| Versenyző              | Versenyszám | Futam | Futam  | Futam | Futam | Futam | Futam | Futam  | Futam | Futam | Futam | Futam | Pontszám | Helyezés |
| Versenyző              | Versenyszám | 1     | 2      | 3     | 4     | 5     | 6     | 7      | 8     | 9     | 10    | 11    | Pontszám | Helyezés |
| ---------------------- | ----------- | ----- | ------ | ----- | ----- | ----- | ----- | ------ | ----- | ----- | ----- | ----- | -------- | -------- |
| Peter Bromby Lee White | Csillaghajó | 4,0   | (10,0) | 3,0   | 8,0   | 4,0   | 1,0   | (12,0) | 7,0   | 6,3   | 8,0   | 4,0   | 45,3     | 36.      |